# Giovanni Maria Riminaldi
Giovanni Maria Riminaldi (ur. 4 października 1718 w Ferrarze, zm. 11 albo 12 października 1789 w Perugii) – włoski kardynał.

## Życiorys
Urodził się 4 października 1718 roku w Ferrarze, jako syn Ercolego Antonia Riminaldiego i Vittorii Avoglii Trotti. W młodości został audytorem Roty Rzymskiej. 14 lutego 1785 roku został kreowany kardynałem prezbiterem i otrzymał kościół tytularny Santa Maria del Popolo. Wkrótce potem został prefektem Kongregacji ds. Dyscypliny Zakonnej. Zmarł 11 albo 12 października 1789 roku w Perugii.